# Рождество психов
«Смесь орешков» (англ. Mixed Nuts, другое название — «Совершенно чокнутый») — кинофильм.

## Сюжет
В фильме рассказывается о работе службы спасения от суицида по телефону, представляющей собой американскую версию «телефона доверия». Каждый день её служащим приходится общаться с психически неуравновешенными людьми, а иногда и с просто сумасшедшими. Такой службой без проблем для собственного психического здоровья может руководить только неисправимый оптимист, каковым и является главный герой. Но даже у него возникают проблемы, когда под рождество выясняется, что службу хотят закрыть.
Фильм является ремейком французской комедии 1982 года «Дед Мороз — отморозок».

## В ролях
| Актёр                      | Роль                               |
| -------------------------- | ---------------------------------- |
| Стив Мартин                | Филип                              |
| Мэдлин Кан                 | Бланш Манчник                      |
| Роберт Кляйн               | мистер Лобел                       |
| Энтони Лапалья             | Феликс                             |
| Джульетт Льюис             | Грейс                              |
| Роб Райнер                 | доктор Маршал Кински               |
| Адам Сэндлер               | Луи Кэпшоу                         |
| Лев Шрайбер                | Крис                               |
| Гарри Шендлинг             | Стэнли Танненбаум                  |
| Рита Уилсон                | Кэтрин О'Шонесси                   |
| Паркер Поузи Джон Стюарт   | пара на роликах                    |
| Джоэли Фишер               | Сьюзен                             |
| Кристин Кавано Генри Браун | полицейские                        |
| Брайан Маркинсон           | Полисмен                           |
| Стивен Райт                | мужчина у телефона-автомата        |
| Кэролайн Аарон Мэри Гросс  | клиенты службы спасения            |
| Виктор Гарбер              | злой сосед (озвучивание)           |
| Хэйли Осмент               | маленький мальчик                  |
| Майкл Бадалукко            | водитель                           |
| Сидни Армус Дайан Соколов  | родители Криса                     |
| Курт Локвуд                | снеговик на роликах (нет в титрах) |

## Съёмочная группа
| Режиссёр    | Нора Эфрон                                |
| Сценаристы  | Нора Эфрон, Делия Эфрон                   |
| Оператор    | Свен Нюквист                              |
| Композиторы | Джордж Фентон, Майк Спалла, Ирвинг Берлин |

## Саундтрек
1. «Mixed Nuts» — Dr. John — 2:29
2. «I'll Be Home for Christmas» — Фэтс Домино — 4:08
3. «Santa Baby» — Эрта Китт — 3:26
4. «Jingle Bells» — «Eastern Bloc» — 2:25
5. «Blue Christmas» — Леон Редбоун — 2:24
6. «What Are You Doing New Year’s Eve?» — «The O'Jays» — 5:14
7. «Mixed Notes» — Джордж Фентон — 3:48
8. «Grape Jelly» — Адам Сэндлер — 1:25
9. «Christmas Melody» — Джордж Фентон — 2:54
10. «The Night Before Christmas» — Карли Саймон — 3:39
11. «Silent Night» — Baby Washington — 3:23
12. «White Christmas» — The Drifters — 2:41[2]